# Escàndol dels tramvies dels Estats Units

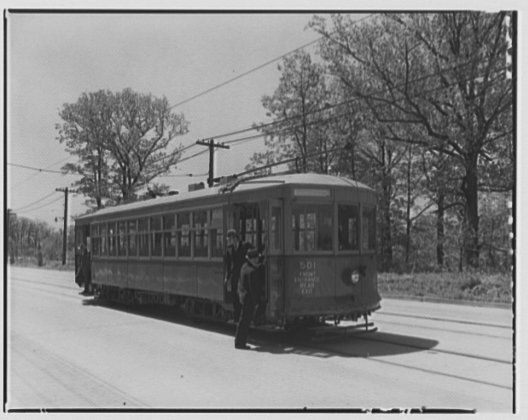
Un tramvia de Washington al segon quart del.

El gran escàndol dels tramvies dels Estats Units, també conegut com a conspiració de la General Motors, esclata a mitjan segle XX arran de la substitució dels tramvies pels autobusos com a sistema de transport públic als Estats Units. En va ser responsable l'hòlding National City Lines (NCL), format per General Motors, Firestone Tire, Standard Oil of California i Phillips Petroleum, a qui es va acusar d'actuar amb l'interès ocult d'obligar la població a utilitzar l'automòbil de manera massiva.
L'any 1949, el tribunal federal del districte d'Illinois del Nord va declarar culpables General Motors, Standard Oil of California, Firestone Tire i altres empreses de conspirar per aconseguir el monopoli de les vendes d'autobusos i del proveïment per als vehicles a les empreses de transport local controlades per la NCL i d'altres, però les van absoldre de l'acusació d'intentar monopolitzar la propietat d'aquestes companyies. El tribunal d'apel·lació va ratificar la sentència.

## Els fets
Entre els anys 1936 i 1950, National City Lines va comprar més de cent sistemes elèctrics de tracció superficial en quaranta-cinc ciutats, entre les quals Detroit, Nova York, Oakland, Filadèlfia, Phoenix, Saint Louis, Salt Lake City, Tulsa, Baltimore, Minneapolis, Seattle i Los Angeles, i els va substituir per autobusos de General Motors. L'any 1974, la declaració de l'advocat de l'Estat Bradford Snell davant la comissió d'investigació del Senat dels Estats Units va fer que l'escàndol agafés volada i passés a formar part de la cultura popular; els fets apareixen en llibres com Fast Food Nation o en pel·lícules com Qui ha enredat en Roger Rabbit?.
També es va assenyalar com a responsable la Xarxa d'Autopistes Interestatal dels Estats Units, ja que aquesta xarxa es va començar a construir a Califòrnia, després que es desmantellés pràcticament del tot el sistema de tramvies d'aquest estat.

## Altres explicacions
Hi ha qui argumenta que els tramvies van anar desapareixent arran de la invenció del motor de combustió interna i del creixement de la utilització de l'automòbil privat i l'autobús. Segons aquestes opinions, tot i que hi va haver un moment en què totes les ciutats dels Estats Units de més de deu mil habitants tenien almenys una companyia de tramvies, el 95 per cent de les quals eren de capital privat, l'argument pel qual "General Motors va conspirar per destruir els sistemes de transport públic dels EUA substituint els 'eficients' tramvies pels autobusos 'contaminants'" seria fals i s'hauria "desmentit en nombrosos llibres i articles".
"General Motors va comprar participacions en diverses empreses de transport públic, però el seu únic objectiu era vendre vehicles de la seva companyia a unes empreses que ja estaven abandonant els tramvies a favor dels autobusos. La prova més evident d'aquesta afirmació és que General Motors mai no va controlar gaire més d'una petita fracció de totes les companyies de transport públic, i després del 1949 ja no hi tenia cap mena de participació."
Hi ha qui defensa que els motius per substituir els tramvies pels autobusos serien:

### Costos de capital
Com que els motors elèctrics són molt més simples que els de combustió interna i els vehicles que van per una via no necessiten els elaborats sistemes de suspensió dels vehicles que es desplacen per l'asfalt damunt de pneumàtics, de fet els tramvies són molt més barats de mantenir que els autobusos i tenen una vida útil molt més llarga.

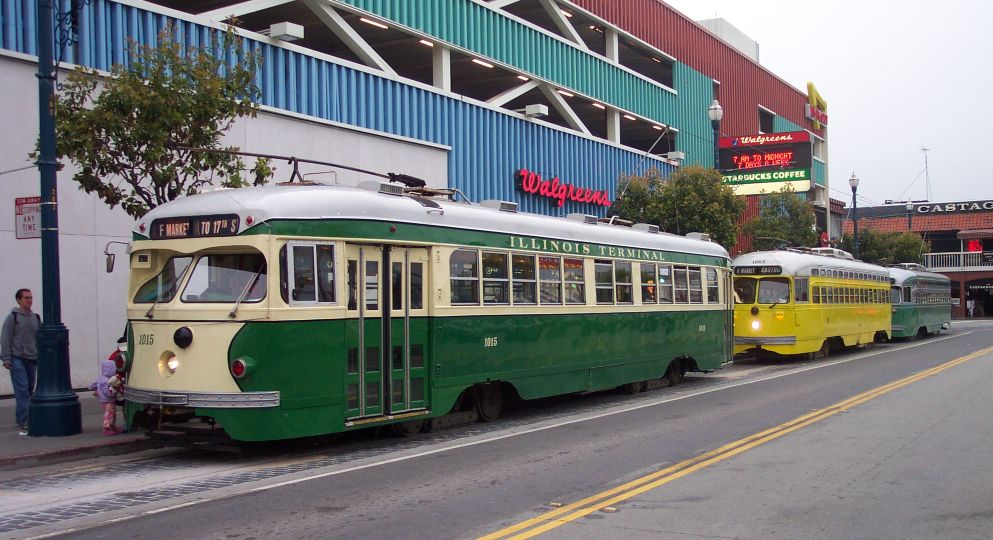
Tres tramvies PCC de la línia F de San Francisco.

Els clàssics tramvies PCC dels anys trenta encara funcionaven perfectament als anys setanta en ciutats com Toronto, San Francisco, Filadèlfia i Cleveland, i avui, tot i que per al servei habitual s'han substituït per models més moderns, alguns encara funcionen de manera regular, sovint com a atracció turística.
Malgrat tot, les companyies de tramvia havien de pagar el dret de pas dels tramvies, mentre que els operadors d'autobusos es desplaçaven per la calçada, mantinguda amb diners públics. A més, les tasques de manteniment de les vies i la catenària obligaven a deixar d'oferir el servei temporalment, cosa que suposava la pèrdua total d'ingressos mentre duressin els treballs i afavoria la defecció dels passatgers a favor dels autobusos o dels vehicles privats. Durant la Gran Depressió, les companyies de tramvies tenien un accés limitat als mercats de capital, de manera que els era pràcticament impossible obtenir capital per renovar les vies i la catenària. Com que apujar les tarifes era difícil a causa del descens de la demanda i de la impopularitat de les empreses de tramvies (vegeu més avall), era molt més pràctic canviar els tramvies per autobusos.

### Costos laborals
Els autobusos tenien uns costos laborals molt més baixos gràcies a les lleis vigents en aquell moment. En molts estats, el fet que els tramvies fossin un servei públic regulat permetia que els seus treballadors s'organitzessin per negociar les seves condicions de treball, ja des de molt abans de la llei nacional sobre les relacions laborals, aprovada el 1935, que va estendre aquest dret a tots els treballadors. Així doncs, durant els anys deu, vint i trenta, si una empresa intentava reduir de dos a un els empleats que treballaven en cada tramvia es podia trobar fàcilment amb una vaga organitzada per un sindicat del trànsit, tot i que aquests mateixos sindicats no solien posar pegues si en un autobús només hi treballava un empleat. Els autobusos, doncs, permetien reduir enormement els costos laborals, cosa que era un estímul perquè les empreses es passessin als tròleis elèctrics o als autobusos de gasolina.

### Congestió

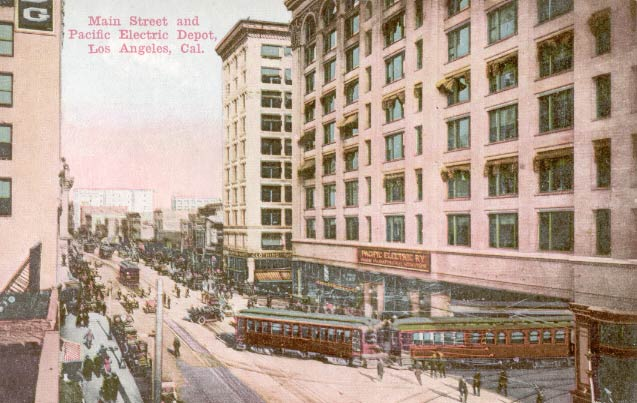
L'edifici principal de la Pacific Electric Railway, a la confluència de Sixth Street i Main Street, al centre de Los Angeles, vora el 1910.

Al final de la dècada del 1910, primer als barris comercials i més endavant en altres àrees de les ciutats, la congestió del trànsit va començar a ser un problema seriós, especialment quan les empreses de tramvies no havien aconseguit drets de pas privats (ja al començament dels anys vint, la congestió al centre de Los Angeles va arribar a tal punt que la Pacific Electric Railway va pagar de la seva butxaca la construcció d'una milla de metro per complementar les rutes de Hollywood i la vall de San Fernando, malgrat que poques d'aquestes línies eren rendibles). Els embussos feien que els vehicles de les companyies circulessin amb retards, cosa que reduïa els viatgers discrecionals, que es passaven a l'automòbil, i això complicava encara més el trànsit. Aquest problema afectava tant els autobusos com els tramvies, però així com els autobusos es podien desviar del seu trajecte per buscar rutes menys congestionades, fer-ho amb els tramvies i els tròleis elèctrics hauria suposat construir noves línies.

### Taxis col·lectius, monopoli i municipalització
Gairebé des del mateix moment que van començar a circular autobusos, van aparèixer serveis de taxi col·lectiu que feien la competència als tramvies. Sovint els taxis col·lectius feien les mateixes rutes que els tramvies, però de mica en mica es van anar apartant de les vies principals per recollir passatgers (l'economista William Fischel atribueix a l'extensió de les normatives sobre zonificació, als anys vint, l'increment de mobilitat de la gent més humil: gràcies als autobusos, les persones que depenien del transport públic no havien de viure a prop d'una línia de tramvia, de manera que es va fer possible construir pisos i cases en àrees que fins aleshores eren inaccessibles per culpa de la distància). Davant d'això, moltes companyies de tramvies van demanar —i van aconseguir— tenir el monopoli del transport públic en els trajectes que cobrien (per exemple, la Pacific Electric Railway va pressionar amb èxit l'ajuntament de Los Angeles perquè prohibís els taxis col·lectius a la ciutat). Amb la competència eliminada, moltes empreses van reduir o suprimir el servei de les línies que no eren rendibles i van apujar les tarifes en les altres.

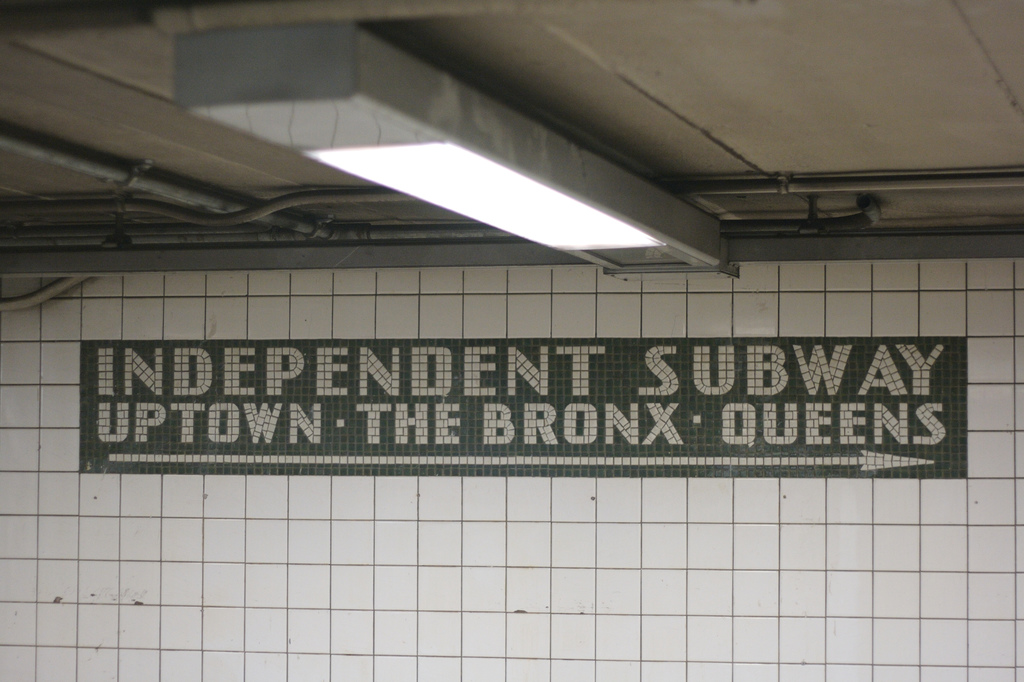
Una parada de l'Independent Subway System de Nova York.

Els augments de tarifes i les restriccions en el servei, juntament amb el ressentiment que ja es covava de temps enrere contra els "magnats dels trens", com ara Samuel Insull o Henry Huntington, van empènyer molts municipis de la perifèria de les grans ciutats a crear les seves pròpies empreses de transport públic. Per exemple, als anys vint i trenta, i davant l'actitud de la Pacific Electric Railway, diverses ciutats de la rodalia de Los Angeles (com Santa Monica, Culver City, Montebello i Torrance, entre d'altres) van crear companyies municipals d'autobusos. Alhora, també es va començar a qüestionar el monopoli dels tramvies a les ciutats més grans. A Los Angeles, una coalició d'esquerres va estar a punt d'aconseguir que s'organitzés un referèndum per crear una companyia municipal d'autobusos. A Nova York, l'alcalde Fiorello Laguardia va carregar contra la New York Railways i la Brooklyn-Manhattan Transit Corporation, les principals companyies de tramvies de la ciutat, per defensar les empreses d'autobusos municipals i l'expansió de l'Independent Subway System, l'embrió del metro de Nova York, de propietat municipal. A Chicago, la municipalització del servei, a la qual es va arribar el 1946 tot i que les primeres demandes es van fer al començament dels anys vint, també va suposar l'eliminació del tramvia.

### Canvis en la regulació
El populisme econòmic que va prevaldre durant la Gran Depressió també va tenir un seriós impacte negatiu en les empreses de tramvies, en forma de la llei sobre els hòldings encarregats d'un servei públic del 1935. Com que les empreses de tramvies sovint eren els principals clients de les companyies elèctriques, aquestes companyies les solien posseir completament o en part, i després els subministraven electricitat amb uns descomptes substancials. L'aprovació de la llei sobre els hòldings va obligar les companyies elèctriques a vendre's les línies de tramvia, que a partir d'aleshores pagarien la tarifa elèctrica sense descomptes, cosa que va reduir encara més els seus estrets marges de beneficis.

### Construcció de carreteres

Xarxa actual de les autopistes interestatals dels EUA, construïdes en bona part gràcies a la llei federal d'ajudes a les autopistes.

Les subvencions federals a la construcció de carreteres no van tenir un impacte tan important en la decadència dels tramvies com se sol pensar: abans de l'aprovació, l'any 1956, de la llei federal d'ajudes a les autopistes (sovint coneguda com a "llei de les autopistes interestatals"), els fons federals per a la construcció de carreteres es van dedicar especialment a la construcció de carreteres entre regions, no pas dins d'aquestes. Per la seva banda, els estats i els municipis van finançar un gran pla de millora i construcció de carreteres urbanes, sovint a partir dels pressupostos generals (no només dels impostos especials sobre la gasolina, que són els que van finançar les autopistes federals). Tot i així, en alguns casos es va implantar una taxa específica que pagaven els usuaris; com que les companyies de tramvies eren l'usuari més fàcilment fiscalitzable, sovint eren aquestes les qui pagaven la part més important d'aquestes taxes especials, tot i que no es beneficiaven de la pavimentació i millora de la via. En la major part dels casos, es considera que aquests esforços els va motivar únicament la voluntat d'alleugerir la congestió del trànsit, però tot i així molts parlaments estatals i autoritats polítiques —amb el suport decidit dels fabricants d'automòbils— van demanar que s'accelerés el canvi de model per passar del predomini dels tramvies i els ferrocarrils als cotxes i camions, promoguts per la indústria automobilística com a instruments de progrés.

### Suburbanització
De la dècada del 1880 en endavant, les empreses de tramvies dels Estats Units sovint van actuar com a agents actius de la suburbanització. A Los Angeles, Henry Huntington, propietari de Los Angeles Railway i principal accionista de la Southern Pacific Railroad, empresa matriu de la Pacific Electric Railway (que gestionava una part important dels tramvies de Los Angeles), va fer servir l'esquer del servei de tramvies per fer pujar considerablement el valor d'unes propietats dels afores que estaven en mans dels seus socis, que al seu torn van fer arribar una part considerable dels beneficis a Huntington. Tot i així, en la major part de ciutats les lleis de zonificació —que es van començar a promulgar a la dècada del 1910 i es van estendre moltíssim arran de la sentència del Tribunal Suprem en el cas de la ciutat d'Euclid contra Ambler Realty Co. (1926), que reconeixia el dret dels municipis a planificar els usos del terreny urbà— impedien la construcció d'edificis que no fossin cases unifamiliars. Abans de la creació de l'Administració Federal de l'Habitatge dels EUA, el 1934, normalment només les famílies relativament acomodades es podien permetre demanar una hipoteca per pagar una casa unifamiliar als afores de les ciutats; aquestes mateixes famílies van ser les primeres que van adoptar l'automòbil. En conseqüència, les línies de tramvia interurbanes rarament donaven beneficis —la Pacific Electric, l'operador interurbà més conegut, tenia pèrdues en gairebé totes les línies, particularment en les més llargues, del centre de Los Angeles al comtat d'Orange (Califòrnia) i a les valls de San Fernando i San Gabriel—, i ja ben aviat, als anys vint, les companyies van substituir els tramvies per autobusos o directament van eliminar les línies.

## El procés penal

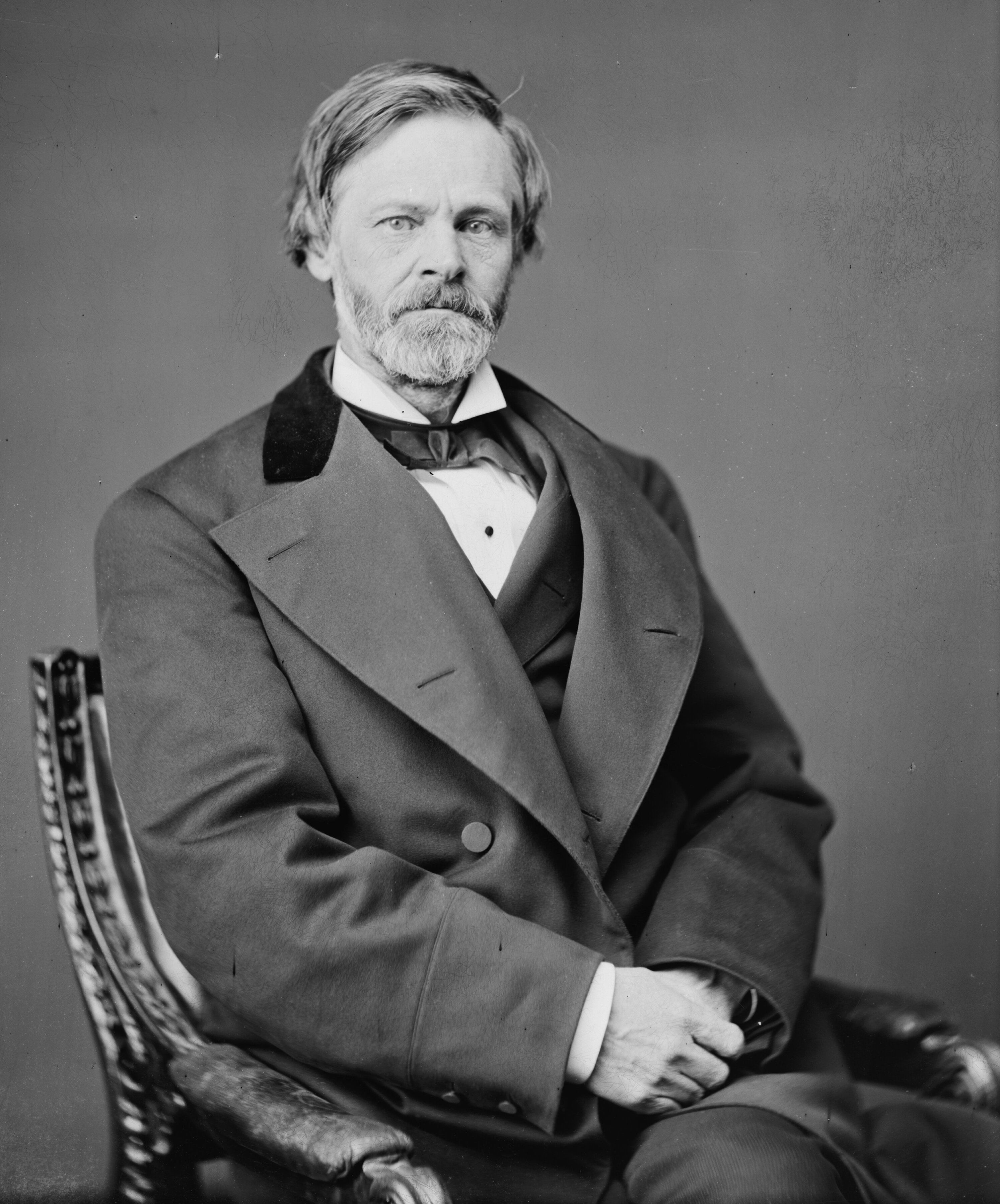
John Sherman, el senador republicà per Ohio que el 1890 va promoure l'aprovació de la llei antitrust.

Los Angeles tenia dos sistemes de tramvies independents, coneguts com els Red Cars i els Yellow Cars. National City Lines només gestionava la línia dels Yellow Cars, però van acabar desmantellades totes dues. Val a dir que les dues línies eren complementàries, i que sovint els passatgers les feien servir totes dues en un mateix desplaçament, de manera que la desaparició de l'una dificultava la supervivència de l'altra.
En qualsevol cas, en aquesta època els automòbils es multiplicaven arreu dels Estats Units, tant a les ciutats on la General Motors havia comprat les línies locals de tramvia com a les altres.
El 9 d'abril del 1947, nou empreses i set individuals (fundadors i directors d'algunes de les companyies acusades) van ser processats pel tribunal federal del districte de Califòrnia del Sud acusats de dues violacions de la llei antitrust de Sherman. Els càrrecs eren els de conspiració per controlar prou companyies de transport públic per formar un monopoli i conspiració per monopolitzar les vendes d'autobusos i de components per als vehicles a les empreses propietat de National City Lines.
Les companyies encausades eren Firestone, Standard Oil of California, Phillips, General Motors, Federal Engineering i Mack (empreses proveïdores) i les empreses que controlaven: National City Lines, Pacific City Lines i American City Lines.
El 1948, el Tribunal Suprem dels Estats Units, en el cas dels Estats Units contra National City Lines, va revocar les decisions dels tribunals inferiors i va permetre traslladar el cas del tribunal federal del districte de Califòrnia del Sud al tribunal federal del districte d'Illionis del Nord.
El 1949, els acusats van ser absolts del primer càrrec (conspirar per monopolitzar els serveis de transport públic), però se'ls va considerar culpables del càrrec de conspirar per monopolitzar el proveïment de vehicles i components. Les empreses van rebre una multa de cinc mil dòlars, i els seus directors, una sanció d'un dòlar.
Els veredictes van ser ratificats el 1951 en la resolució del recurs d'apel·lació.